# Richard James Boon Bosworth
Richard James Boon Bosworth, auch R. J. B. Bosworth oder Richard Bosworth (* 1943 in Sydney), ist ein australischer Historiker mit dem Schwerpunkt Italienischer Faschismus.
Bosworth studierte an der University of Sydney, wo er seinen Bachelor und Master absolvierte. Von dort wechselte er an das St John’s College an der Universität Cambridge, wo er promoviert wurde. Er wurde an die Universität Sydney berufen, wo er von 1969 bis 1986 lehrte, unterrichtete danach von 1987 bis 2011 bis zu seiner Emeritierung an der University of Western Australia. Daneben unterrichtete er als Senior Research Fellow am Jesus College der University of Oxford und erhielt eine Professur an der University of Reading in den Jahren 2007 bis 2012.
Bosworth ist Fellow der Academy of the Social Sciences in Australia sowie der Australian Academy of the Humanities.

## Werke (Auswahl)
- Benito Mussolini and the Fascist Destruction of Liberal Italy, 1900–1945, Rigby, 1973.
- Italy and the approach of the First World War, St. Martin’s Press, 1983.
- mit Patrizia Dogliani: Italian Fascism: History, Memory and Representation, Palgrave Macmillan, 1989, 1999.
- mit Romano Ugolini: War, Internment and Mass Migration. The Italo-Australian Experience, 1940–1990, Gruppo editoriale internazionale, 1992.
- Explaining Auschwitz and Hiroshima. History Writing and the Second World War 1945–1990, Psychology Press, 1993.
- The Italian Dictatorship: Problems and Perspectives in the Interpretation of Mussolini and Fascism. Oxford University Press, New York 1998.
- Mussolini, 2002, Neuauflage Bloomsbury, 2014.
- Italy the Least of the Great Powers. Italian Foreign Policy Before the First World War, Cambridge University Press, 2005.
- Mussolini’s Italy. Life Under the Fascist Dictatorship, Penguin, 2006, 2007. (Rezension)
- Nationalism, Pearson, 2007, Neuauflage Routledge, 2013.
- The Oxford Handbook of Fascism, Oxford University Press, 2010.
- Whispering City. Rome and its histories, Yale University Press, 2011.
- Italy and the Wider World: 1860–1960, Routledge, 1996, 2005, 2013.
- Italian Venice. A History, Yale University Press, 2014.
- Claretta: Mussolini’s Last Lover. Yale University Press, 2016.